# 배우는 여행중
《배우는 여행중》은 수요일 밤 11시 50분에 방영된 예능 프로그램이다.

## 기획의도
88년생 동갑내기 임시완과 정해인이 위스키와 함께 스코틀랜드 곳곳을 여행하는 프로그램

## 출연진
- 임시완
- 정해인